# آلیشا کیز
آلیشا کیز (به انگلیسی: Alicia Keys) (زاده ۲۵ ژانویه ۱۹۸۱) خواننده مشهور سبک آر اند بی، ترانه‌سرا، پیانیست و بازیگر آمریکایی و همسر سویز بیتز است.
وی تاکنون ۱۵ بار جایزه گرمی که پراعتبارترین جایزه موسیقی در جهان است را از آن خود کرده‌است.

## زندگی

### آغاز زندگی
آلیشا کیز در ۲۵ ژانویه ۱۹۸۱ در منهتن نیویورک به دنیا آمد. مادر او از نژاد ایتالیایی، اسکاتلندی، ایرلندی و پدرش آفریقایی–آمریکایی است. والدین کیز زمانی که او دو سال داشت از یکدیگر جدا شدند و او توسط مادرش بزرگ شد. در دوران کودکی به کلاس‌های رقص و موسیقی فرستاده شد. در ۷ سالگی نواختن پیانو را آغاز کرد و آثاری را از بتهوون، موتسارت و شوپن آموخت.
زمانی که ۱۲ سال داشت در مدرسهٔ حرفه‌ای هنرهای اجرایی ثبت نام کرد. جایی که او از ۱۴ سالگی نوشتن ترانه‌هایی را آغاز کرد. چهار سال بعد و در ۱۶ سالگی از آن مدرسه فارغ‌التحصیل شد.

## منایع
- Company, Johnson Publishing (2001). Jet (به انگلیسی). Johnson Publishing Company. Retrieved 2013-06-30.